# Fluoren-9-olo deidrogenasi
La fluoren-9-olo deidrogenasi è un enzima appartenente alla classe delle ossidoreduttasi, che catalizza la seguente reazione:
fluoren-9-ol + 2 NAD(P)+ ⇄ fluoren-9-one + 2 NAD(P)H + 2 H+
L'enzima è coinvolto nel metabolismo del fluorene in Arthrobacter sp.